# Xe congrès du Parti communiste français
Le Xe congrès du PCF s'est tenu à Paris du 26 juin au 1er juillet 1945.

## Contexte
Au cours du Xe congrès du PCF, organisé du 26 juin au 1er juillet 1945, en plein début de la bataille du charbon, il est demandé par Maurice Thorez à Auguste Lecœur de s’impliquer personnellement et physiquement contre une grève ayant lieu dans sa région, en quittant en pleine réunion le Bureau politique pour prendre le train et aller faire le « pompier » directement sur le carreau de fosse, avec un autre résistant et leader syndical Nestor Calonne afin d’obtenir la reprise du travail .

## Membres de la direction

### Bureau politique
- Titulaires : Maurice Thorez, Jacques Duclos, André Marty, Marcel Cachin, François Billoux, Arthur Ramette, Charles Tillon, Raymond Guyot
- Suppléants : Léon Mauvais, Fernand Dupuy, Étienne Fajon, Waldeck Rochet

### Secrétariat
- Maurice Thorez (secrétaire général), Jacques Duclos, André Marty, Léon Mauvais